# Bulbophyllum capituliflorum
Bulbophyllum capituliflorum là một loài phong lan thuộc chi Bulbophyllum.